# بیالا، استان وارنا
بیالا شهری در استان وارنا کشور بلغارستان است که جمعیت آن در سال ۲۰۰۱ میلادی ۲٬۰۸۱ نفر بوده‌است.